# Cimetière de Vichy
Le cimetière de Vichy, appelé aussi cimetière des Bartins, du nom du quartier où il se trouve, est le cimetière communal et l'unique cimetière de Vichy (Allier). Créé en 1866 sous Napoléon III pour remplacer le cimetière des Moutiers qui se trouvait dans ce qui était en train de devenir le quartier thermal, il couvre 13 hectares et comprend 16 500 concessions, deux carrés militaires de plus de 500 tombes — principalement des soldats gravement blessés lors de la Première Guerre mondiale et morts dans les hopitaux temporaires de Vichy — deux carrés musulmans, deux carrés israélites et un colombarium.

## Histoire

### Décision tumultueuse pour un nouveau cimetière
La décision de construire un nouveau cimetière est actée par le conseil municipal de Vichy en 1863 pour remplacer le cimetière des Moutiers, lieu d'inhumation de la cité depuis le Moyen Âge et situé à proximité des actuels bains Callou. Vichy, sous l'impulsion de Napoléon III — qui y viendra plusieurs fois en cure — connaît alors un important développement et le cimetière est situé dans ce qui va devenir le quartier thermal. Mais le lieu d'implantation du nouveau cimetière n'est pas encore décidé et il va créer des polémiques au sein du conseil municipal et dans la population vichyssoise. Cette question du cimetière est un des enjeux de l'élection municipale de juillet 1865. Le préfet de l'Allier a fait savoir quelques mois plus tôt, en février, que pour hâter la décision il était disposé « à prendre un arrêté pour prononcer l'interdiction d'inhumation dans le cimetière actuel à partir du 1er janvier 1866 ». Plusieurs emplacements sont envisagés et une commission d'étude, composée de trois membres, après avoir visité les différents sites, se prononce pour le secteur des Bartins, alors situé à l'écart de la ville, au nord, au-delà du Sichon et à la limite de Cusset. Le site a été choisi car il répond aux exigences sanitaires d'alors: « surface horizontale avec un bon écoulement des eaux et les vents dominants ne ramènent pas les odeurs sur la ville ».
Mais au moment du vote en conseil municipal le 7 avril, plusieurs conseillers se retirent empêchant que le quorum soit atteint. Les réunions suivantes du 10, 18 et 24 avril sont trop agitées pour qu'un vote se déroule. Finalement, le préfet prend son arrêté le 23 mais une majorité de conseillers municipaux décident de l'attaquer devant le Conseil d'État. Le conflit autour du cimetière devint un point de friction dans le conflit plus large entre réformateurs et traditionalistes sur l'avenir de la station thermale. À l'approche des élections, les chances de parvenir à un compromis s'amenuisèrent.
Aux élections de juillet, le maire sortant et son adjoint sont battus ainsi que Nicolas Larbaud, qui, bien que farouche opposant au maire et à la compagnie fermière, était favorable au transfert du cimetière. Sur les 22 conseillers, 17 élus sont des opposants au maire sortant. Napoléon III, qui s'était abstenu de venir à Vichy cet été là, signe un décret le 15 septembre 1865 nommant comme maire, parmi les conseillers de l'opposition élus, l'avocat Joseph Bousquet, alors un des plus gros propriétaires de la ville.
Le nouveau maire allait se montrer habile pour convaincre le nouveau conseil municipal et la population pour la translation vers un nouveau cimetière. Il évoque le sujet lors de la séance du conseil municipal le 3 novembre, indiquant que c'était un souhait de l'Empereur qui après études « des besoins de cette ville qui a été transformée par sa munificence, a appelé dès l'année 1864, l'attention du Conseil municipal sur la question concernant le cimetière. » et laissant entendre que s'il avait préféré Biarritz comme lieu de villégiature le précédent été, la polémique sur le cimetière en était une des raisons.
Enfin il trouve les mots pour justifier sur un plan moral le transfert du cimetière en expliquant aux conseillers municipaux que « C'est de plus une pensée pieuse que celle qui a inspiré le projet d'éloigner du tumulte et du bruit de la ville le champ du repos qui doit être pour tous un lieu de respect, et pour les parents et amis des défunts un lieu de recueillement, de douleurs et de prières ».
Le conseil municipal décide dans la foulée « qu'il n'est aucun sacrifice qu'il ne soit prêt à faire pour répondre aux vues de son auguste bienfaiteur, qu'en conséquence il sera immédiatement procédé au choix d'un emplacement pour le nouveau cimetière » et lors du conseil municipal du 26 novembre, l'emplacement des Bartins fut choisi.
Pour faire adhérer la population et désamorcer d'éventuelles protestations, il lance une enquête publique de commodo et incommodo où les électeurs peuvent venir s'exprimer à la mairie. Sur les 1 400 électeurs que compte alors la ville, seuls 289 se présentent à l'hôtel de ville, place du Fatitot (à l'emplacement de l'actuel Palais des Parcs), 243 pour protester contre la translation des tombes de l'ancien vers le nouveau cimetière et 46 contre l'emplacement choisi des Bartins. Les trois-quarts de la population ne sont donc pas opposés au nouveau cimetière et à la translation.

### Création du cimetière des Bartins

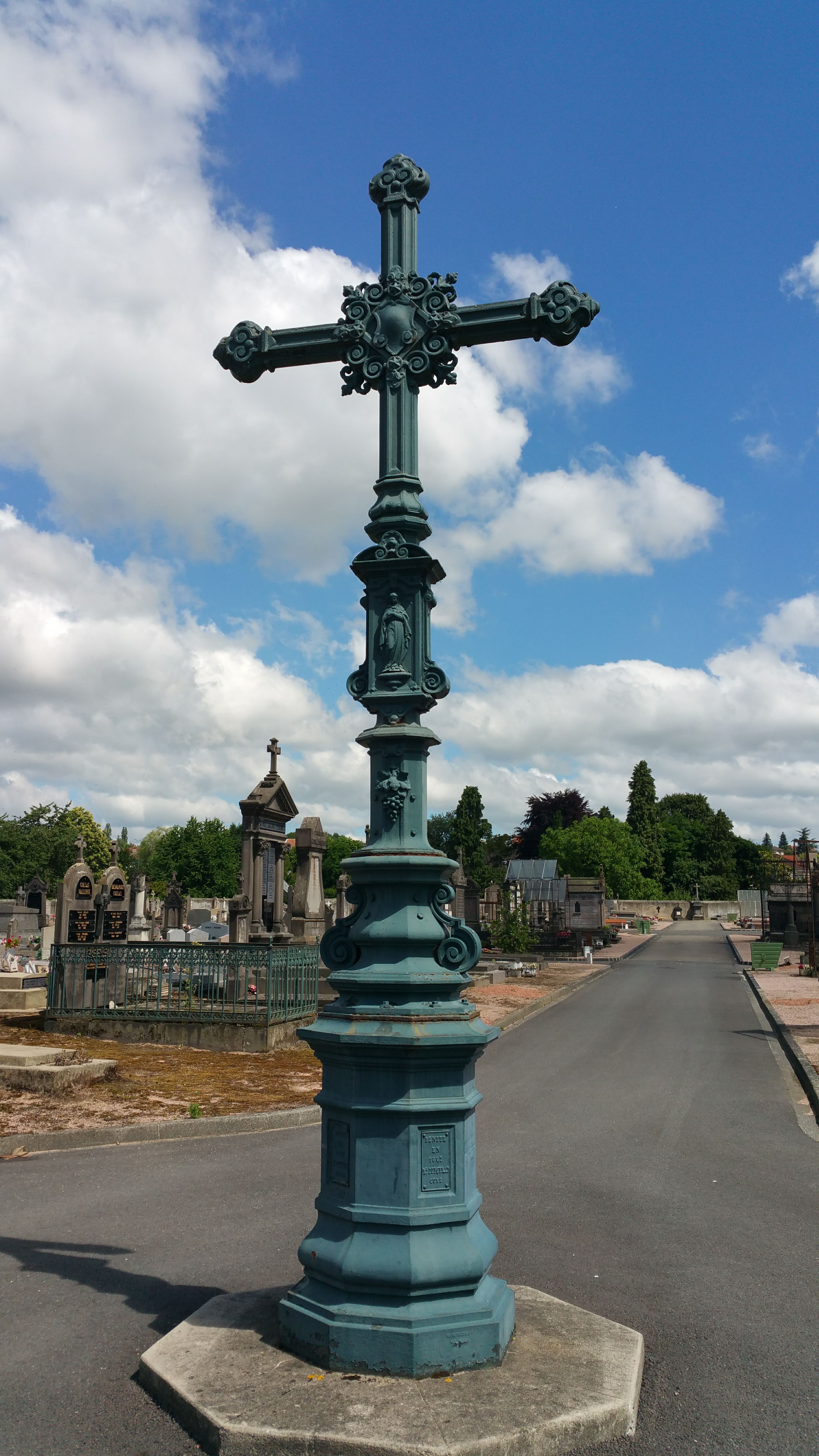
Grand croix en fonte du cimetière en juin 2018. Elle a été renversée et cassée en août 2019 et il ne reste aujourd'hui (sept. 2022) que son socle.

Le nouveau cimetière fut finalement créé en juillet 1866 aux Bartins. Il a alors une superficie de 7,5 hectares (correspondant à la partie sud actuelle, face à l'entrée principale). Les premières inhumations débutent dès juillet.
Une croix de fonte est érigée en décembre 1866 dans ce qui est alors le centre du cimetière. Elle est réalisée à Paris, aux ateliers Barbezat et Cie, à partir, indique la presse locale de l'époque, d'une fonte fournie par un dénommé Vieillard, marchand de fonte de Cusset. La croix est bénite par l'abbé Dupeyrat l'année suivante. Haute de 4 mètres, elle repose sur un socle en fonte octogonal sur lequel est gravé d'un côté « Érigée en 1867. Mr. Bousquet, maire » et de l'autre « Bénite en 1867. Mr Dupeyrat, curé ». Une croix de chêne, qui n'existe plus de nos jours, avait également été réalisée pour le cimetière à la même époque, faite par M. Chervin, charpentier à Vichy. Depuis août 2019, il ne reste que son socle, la croix, cassée lors d'une chute, n'a pas été réinstallée.

### Transfert des tombes
Le transfert de l'ensemble des tombes de l'ancien cimetière des Moutiers vers le nouveau cimetière a lieu quelques années plus tard sous le mandat municipal (1879-1884) de Georges Durin. Parmi ces tombes figurent celles qui se trouvaient peu de temps auparavant au cimetière des Sœurs de l'Hôpital. En juillet 1861, la percée de la rue du Casino (alors rue Rouher, sur un trajet légèrement différent de celui d'aujourd'hui) se heurta à ce petit cimetière qu'il fallut déménager. D'une superficie de 144 m2, ouvert en 1789 à la suite de l'interdiction d'inhumation dans les églises et fermé en 1842 par décision préfectorale, il servait principalement à l'inhumation des religieuses de l'hôpital, alors situé à proximité. Ce cimetière se trouvait sur l'emplacement de l'actuel kiosque à journaux. Les tombes avaient été alors déplacées au cimetière du Moutiers sauf celles du baron Lucas et de son épouse, temporairement réinhumés dans la chapelle du nouvel hôpital en attendant la construction du nouveau cimetière où ils seront finalement réenterrés. Les cendres des religieuses seront elles regroupées dans une grande tombe commune dans le nouveau cimetière.

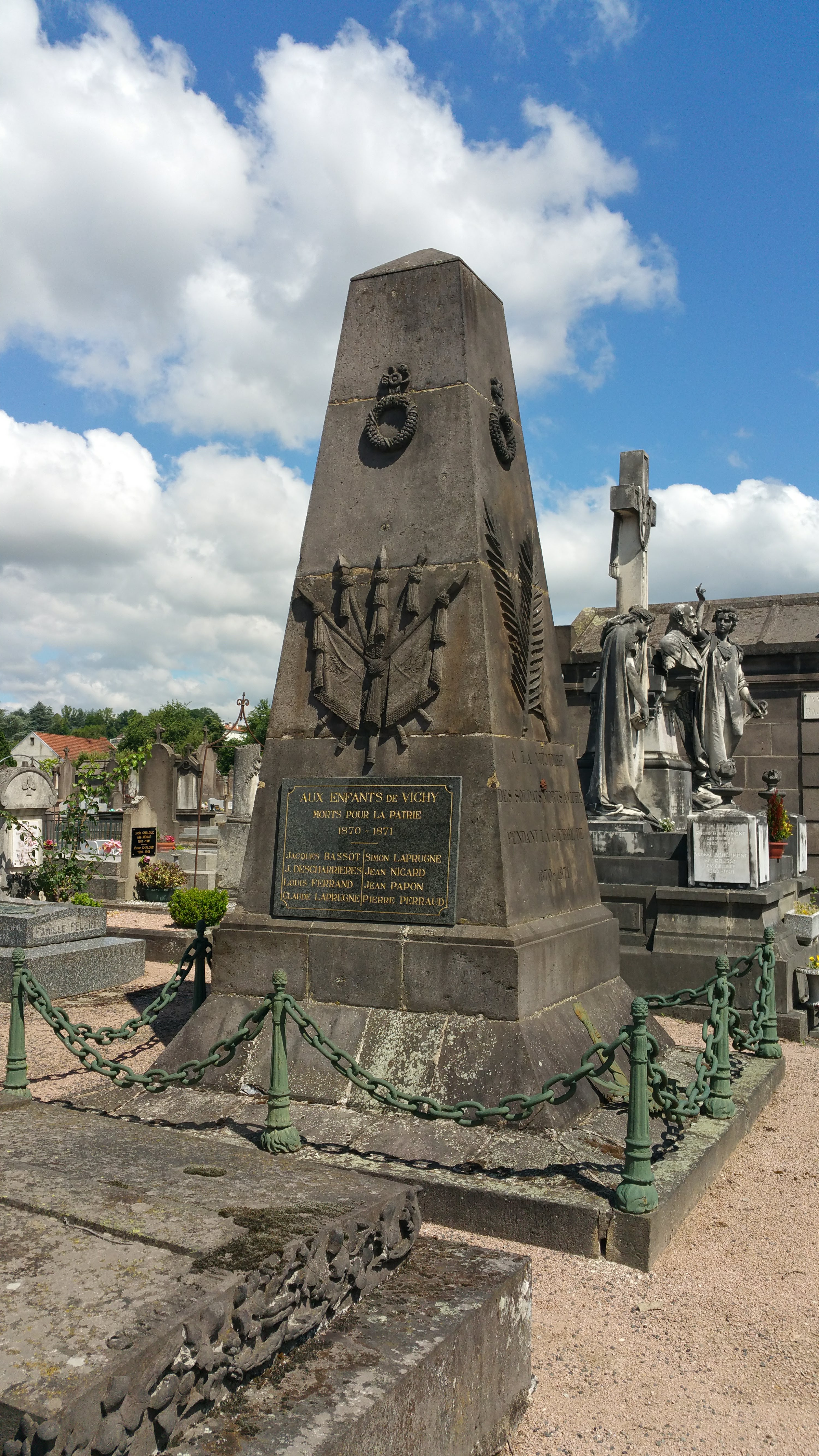
Vue de la face sud de la tombe et du monument aux morts de la guerre de 1870, le long de l'allée principale du cimetière

### Tombe et monument des morts de la guerre de 1870
En mars 1887 est inauguré en grande pompe, le tombeau des soldats morts dans « les ambulances de Vichy » pendant la guerre franco-prussienne de 1870. Cette guerre est la première en France qui voit l'érection de monuments aux morts pour la patrie et la création de cimetières spécifiques pour les simples soldats. Le Souvenir français voit aussi le jour après cette guerre.
En 1885 ont été inhumés dans une grande tombe les restes de 117 soldats blessés ou malades et évacués sur Vichy et qui y sont morts. Un monument a été érigé sur cette tombe, sorte de large obélisque haut de 4,65 m dont les quatre assises sont en pierre de Volvic et ceint par une chaine de fer reliant des flambeaux en fonte. On peut lire sur sa face antérieure « A la mémoire des soldats morts à Vichy pendant la guerre de 1870-1871 » tandis que la face gauche (côté sud) honore les huit morts de Vichy durant cette guerre.

### Première Guerre mondiale et carrés militaires
Lors de la Première Guerre mondiale, la ville de Vichy va de nouveau accueillir de nombreux blessés et ce dès le premier mois de la guerre, en août 1914, tant à l'hôpital thermal militaire et à l'hôpital civil que dans les grands hôtels de la station thermale transformés en hôpitaux provisoires. Pendant le conflit, plus de 140 000 soldats y seront hospitalisés soit 5 % du total des soldats français blessés ou malades pendant la guerre.

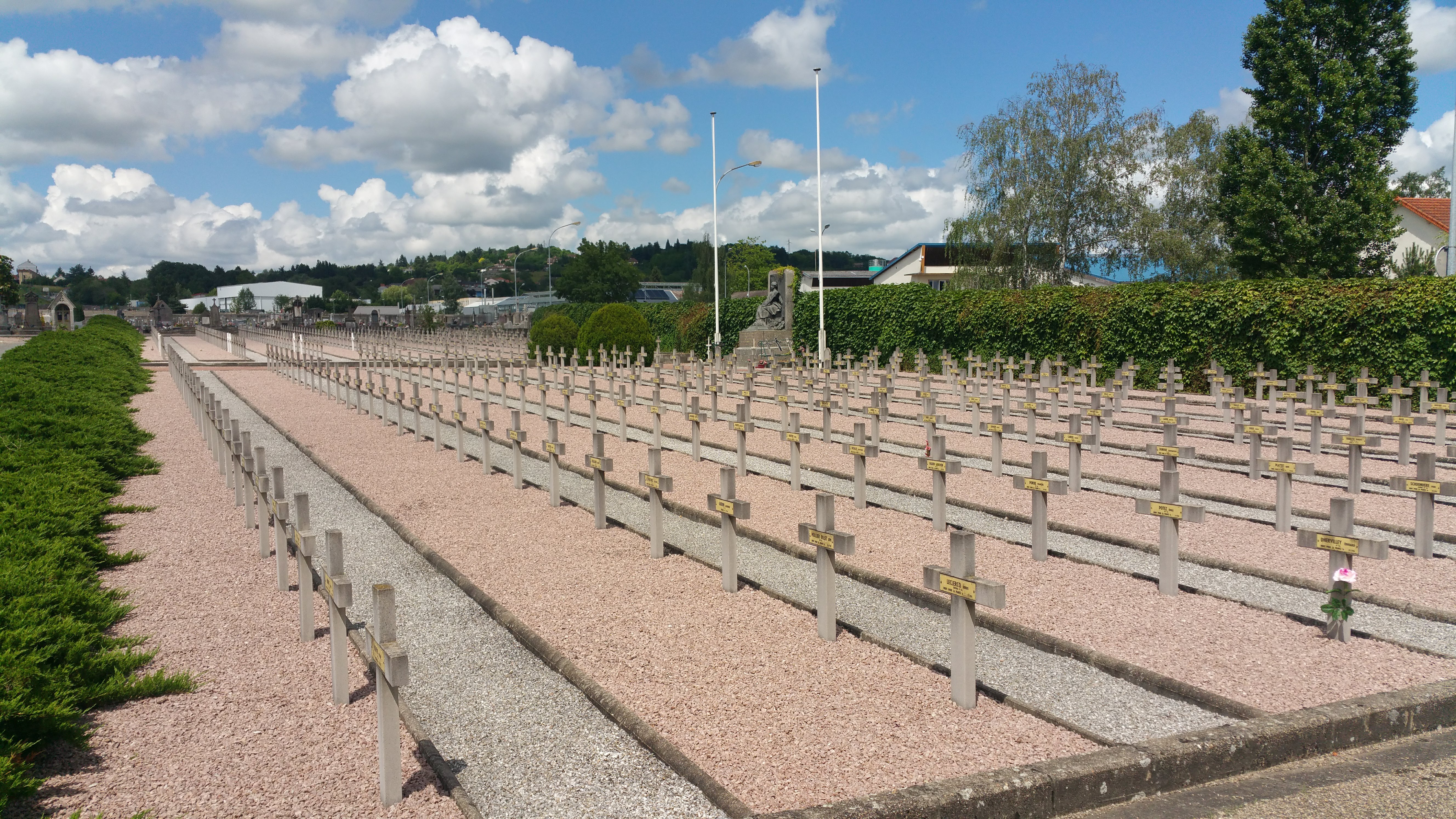
Les deux carrés militaires du cimetière de Vichy avec, au centre à droite, le monument du Souvenir français avec la statue du Devoir.

Plusieurs blessés ne survivront pas et seront inhumés dans le cimetière de la ville, ce qui explique le nombre important des tombes militaires au regard de la population de la ville à l'époque. Ainsi dès septembre 1914, une quinzaine de soldats y sont enterrés. En janvier 1917, ils sont plus de 550 et en 1922, on en dénombre près de 950, soldats français et alliés mais également 24 Allemands. Des familles vont au fur et à mesure récupérer les dépouilles des leurs et il ne restera alors que 503 soldats inhumés dans les deux carrés militaires spécialement créés, situés le long du mur Est du cimetière. Si les personnes inhumées sont très majoritairement des soldats français, on compte également trois tirailleurs de troupes coloniales, un soldat belge et trois ouvriers indochinois « morts pour la France ».
Vichy abritera également plusieurs hôpitaux de guerre américains entre 1917 et 1919. Au printemps 1918, au vu du nombre de décès de soldats américains dans ces hôpitaux, un terrain alors contigu au cimetière (à l'emplacement de l'actuel carré 18) est donné à l'État français qui le met à disposition du Corps expéditionnaire américain. 196 soldats et 2 infirmières y sont enterrés jusqu'en mars 1919. En septembre 1920, le gouvernement français autorise les autorités américaines à récupérer les corps de leurs soldats inhumés en France. De janvier à octobre 1921, 198 dépouilles sont ainsi exhumées du cimetière de Vichy, 85 étant réinhumées au cimetière américain du bois Belleau dans l'Aisne, les autres étant rapatriées aux États-Unis.
En novembre 1928, pour le 10e anniversaire de l'Armistice est inauguré entre les deux carrés militaires, le monument du Souvenir français composé d'une statue, Le Devoir, un bronze réalisé sur un plâtre du sculpteur René de Saint-Marceaux (voir plus bas).

### Seconde Guerre mondiale
Aucune personnalité du régime de Vichy n'est inhumée dans le cimetière. Mais le commandant Armando da Gama Ochoa (pt) (1877-1941), ambassadeur du Portugal auprès de l'État français y est inhumé, dans une tombe assez sommaire. Brièvement ministre dans le gouvernement portugais, il était devenu ambassadeur de son pays à Paris en 1926 et, comme une grande partie du corps diplomatique, il avait suivi le gouvernement français à Vichy à l'été 1940. Il y meurt le 9 juin 1941.

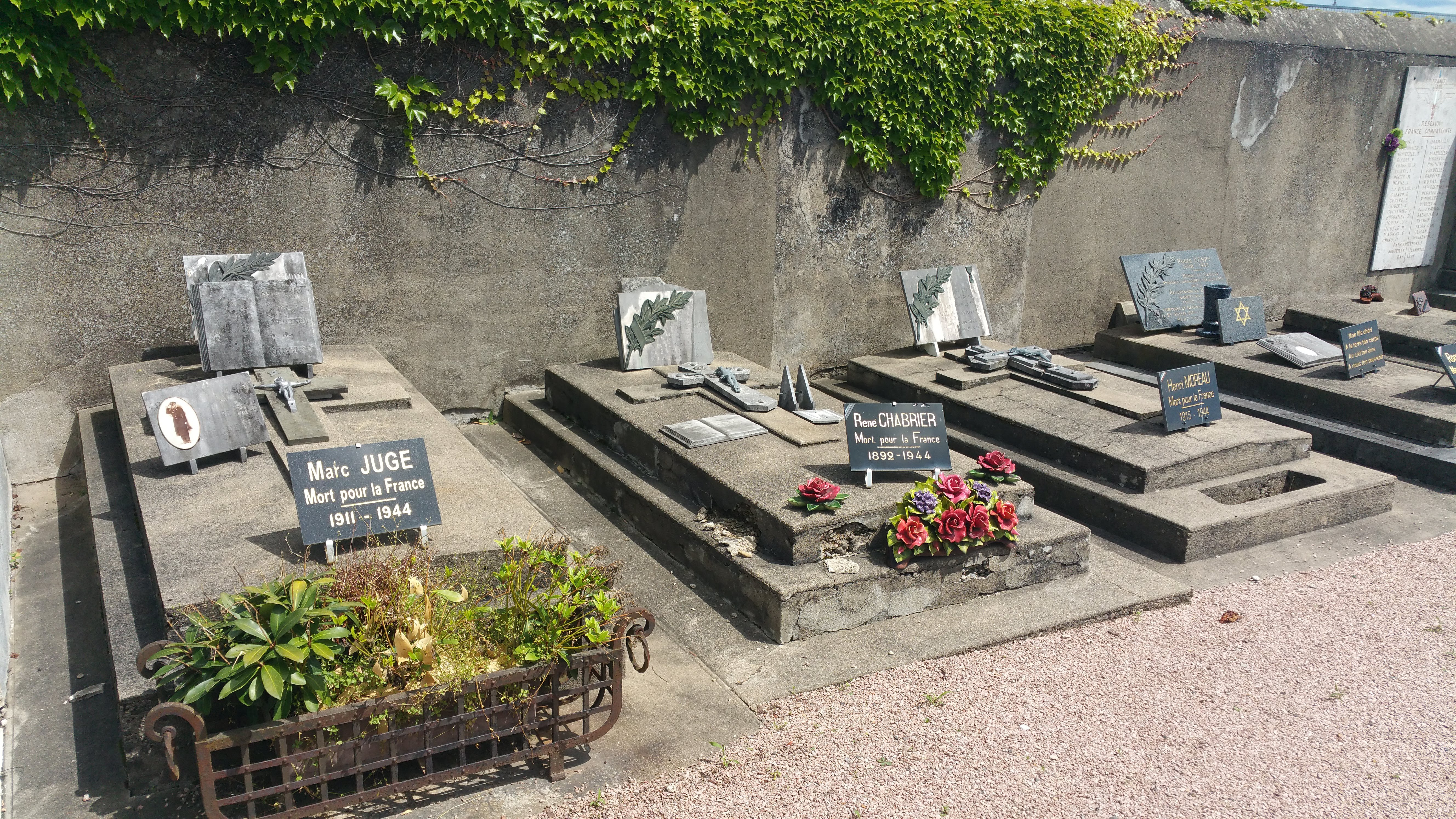
Tombes des résistants vichyssois, Marc Juge, Henry Moreau et René Chabrier, à l'angle sud-est du cimetière.

Le carré militaire va accueillir quelques soldats morts lors de la Seconde Guerre mondiale dont un officier britannique. Après la Libération, les dépouilles de résistants locaux tués lors de l'Occupation vont y être rapatriés et inhumés dans un secteur dédié, le long du mur Est, juste au sud du monument du Souvenir français et des carrés militaires. Ainsi le 3 octobre 1944, après le rapatriement de leurs dépouilles du cimetière des Carmes de Clermont-Ferrand et des obsèques officielles en l'église Saint-Louis de Vichy, trois résistants vichyssois, Marc Juge, commissaire de police de la ville, Henry Moreau et René Chabrier, tous trois fusillés par les Allemands à Clermont en mars 1944 sont inhumés au cimetière des Bartins.
Le 26 août 1952, pour le 7e anniversaire de la libération de la ville, un monument aux Héros de la Résistance, le long du mur Est, est inauguré, œuvre de sculpteur cussetois Robert Mermet et représentant une main tournée vers le bas.

### Après guerre: les extensions
Le cimetière va par la suite connaître deux extensions, portant sa superficie à 13 hectares.

### Aujourd'hui
Le cimetière couvre une superficie de 13 hectares répartie entre 34 carrés de concessions et 2 carrés militaires plus une réserve foncière (au nord, séparant le cimetière du crématorium). Cette réserve n'est pas utilisée pour les inhumations habituelles mais est conservée en cas de pandémie.
Avec l'augmentation du nombre de crémations et la reprise de concessions (environ 70 chaque année, concessions non renouvelées ou abandonnées), les services municipaux jugent aujourd'hui (2018) la superficie actuelle suffisante pour les années à venir. Il y a eu 195 inhumations en 2016 contre 233 en 2015. 70 concessions sont reprises environ chaque année. En 2012, un travail a été mené avec l'historienne Annie Regond pour savoir quelles tombes abandonnées ou dont la concession était échue devaient être conservées pour leur intérêt architectural. La tombe la plus ancienne encore présente de nos jours aux Bartins serait celle de la famille Bureau-Gimet-Prunière, concédée dans les années 1880 (située carré 2, juste à droite de l'entrée principale).
Un nouvel ossuaire, pour compléter les deux existants, a été construit courant 2017. Ces ossuaires accueillent les boîtes cachetées et identifiées où sont entreposés les ossements des concessions reprises.
Depuis quelques années, une nouvelle réglementation municipale limite la longueur des nouvelles concessions à 2,30 m contre 2,50 auparavant et ce afin de permettre des allées plus larges donc plus accessibles. À des fins écologiques, les nouveaux carrés sont ceinturés d'arbustes et certaines allées auparavant gravillonnées ont été ensemencées de gazon.

## Personnalités inhumées
par ordre alphabétique, liste non exhaustive
- Henri Chanel[7] (mort en 1913) et son épouse Émilie[7] (morte en 1912), grands-parents de Coco Chanel[Note 10] (carré 12)
- Madeleine Charnaux[17] (1902-1943), sculptrice et aviatrice (mur Ouest)
- Pierre Deloger (1890-1985), baryton, directeur du théâtre municipal de Metz
- Roger Désormière (1898-1963), chef d'orchestre, directeur musical des ballets russes, puis directeur de l'orchestre national de la radio française
- Paul Devaux (1894-1949), graveur (carré 2)
- Amable Dubois (1797-1871), médecin et député de la Somme. Il fut inspecteur des eaux de Vichy (carré 2)
- Gérard Dufau[7] (1924-2002), joueur international de rugby (colombarium)
- Jean-Pierre Dulau[7] (1912-2009), Français libre et compagnon de la Libération (carré 14)
- Paul Dullac[7] (1882-1941), comédien (tombe reprise[7])
- Robert Faurisson (1929-2018), militant négationniste français[18].
- Christiane Gabin-Moncorgé[17] (morte en 2002), mannequin chez Lanvin et troisième et dernière épouse de Jean Gabin (carré 2)
- Commandant Armando da Gama Ochoa (pt) (1877-1941), ministre des Affaires étrangères puis ambassadeur du Portugal en France à partir de 1926, mort en fonction à Vichy le 9 juin 1941
- Maurice Germot[17],[19] (1882-1958), tennisman, champion olympique (carré 3, chapelle)
- Marc Juge (1911-1944), commissaire de police et résistant (mur Est)
- Jacques Jurietti[7] (mur ouest), entrepreneur de jeux et fondateur du Cercle international, alors principal cercle de jeux de Vichy, où il fit aussi construire une villa qui porte son nom, la Villa Jurietti, située rue rue Hubert-Colombier et inscrite aux Monuments historiques.
- Nicolas Larbaud (1822-1889), pharmacien et fondateur de l'exploitation des eaux de Saint-Yorre (carré 3)[Note 11]

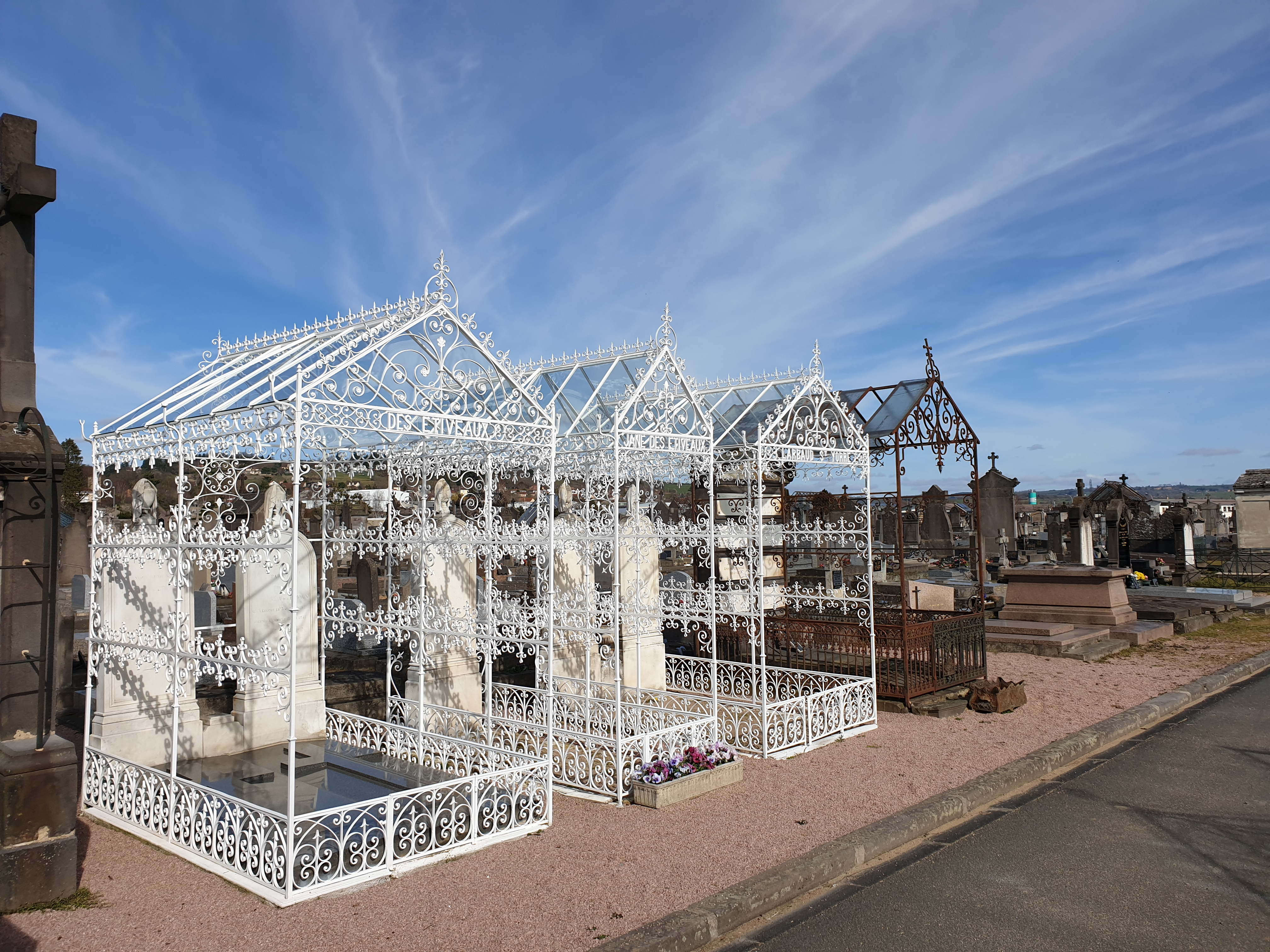
Tombe de Nicolas et Valery Larbaud.

- Valery Larbaud[17] (1881-1957), écrivain, poète, essayiste et traducteur, fils du précédent (carré 3)
- Guy Ligier (1930-2015), pilote automobile, directeur d'écurie et industriel[20] (chapelle dans nouvelle section)
- Florise Martinet-Londres (1904-1975), fille d'Albert Londres et créatrice du prix homonyme. Sa tombe sert aussi de cénotaphe à son père[17] (carré 5)
- Pierre Nigay (1903-1973), député de l’Allier de 1951 à 1955 (carré 21)
- Mila Parély (1917-2012), comédienne, inhumée avec son mari le pilote automobile écossais T.A.S.O. Mathieson[7] (1908-1991) (mur nord)
- Adrien Peltier (1903-1982), policier parisien et résistant, compagnon de la Libération (carré 27)
- Henri Péquet [7](1888-1974), aviateur et pionnier de la Poste aérienne (carré 4)
- Antoine Percilly (1858-1928), architecte de plusieurs villas de la ville et du pavillon des thermes Lardy (carré 5)
- Général Salan[17],[Note 12] (1899-1984), un des quatre généraux du putsch d’Alger (carré 1)
- Guy Stener[7] (1931-1967), joueur international de rugby (carré 26)
- Henri Thévenin[17] (1922-1993), compositeur et écrivain (carré 1)
- François Treynet (-1963)[Note 13], maitre d'hôtel, présenté localement comme le co-créateur de la pêche Melba[21] avec Auguste Escoffier dont il fut l'élève

Outre celui d'Albert Londres, au moins deux autres cénotaphes existent dans le cimetière :
- celui de Georges Jouannault[Note 14], disparu à 24 ans en avril 1912 lors du naufrage du Titanic[22] où il servait comme saucier dans un des restaurants du navire[23]. Son père travaillait comme cuisinier à Vichy[24].
- Celui de Fanny Claire et Jules Fenster, une mère et son fils juifs, arrêtés à Vichy le 25 novembre 1943 et morts en déportation.

### Maires de Vichy

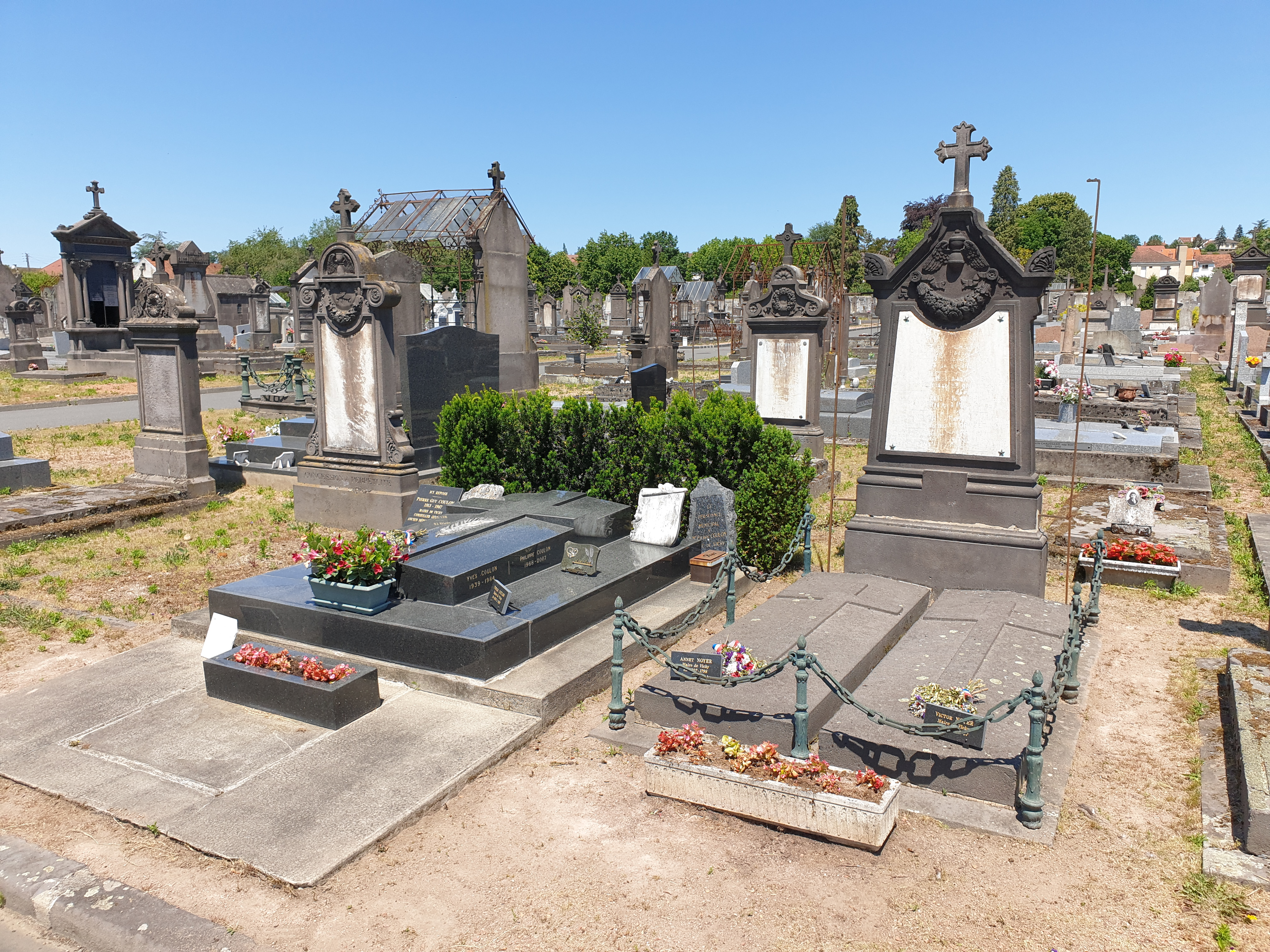
Tombe de Pierre Coulon (à gauche) et tombes conjointes (à droite) d'Annet Noyer et de Victor Noyer, son fils. Les 3 furent maires de Vichy.

Plusieurs maires de Vichy sont inhumés dans le cimetière des Bartins (par ordre chronologique des mandats) :
- Annet Noyer, maire de 1797 à 1798[25], chirurgien (carré 4) ;
- Baron Lucas [7](1768-1833), maire de 1822 à 1831, médecin et inspecteur des eaux de Vichy, la source Lucas est nommée d'après lui (carré 2)
- Christophe-Théodose Bulot (1800-1842), maire de 1833 à 1842, et son fils Alfred Bulot (1831-1895), maire quelques mois en 1878 (carré 1) ;
- Claude Ramin-Prêtre (1795-1852), maire de Vichy de 1843 à 1848 (carré 1) ;
- Victor Noyer (1795-1860), maire de 1853 à 1857, médecin (carré 4, tombe jointe à celle de son père Annet Noyer) ;
- Antoine Guillermen, maire de 1857 à 1860, hôtelier (carré 3) ;
- Norbert Leroy (1802-1886), maire de 1860 à 1865 (carré 2) ;
- Georges Durin (1843-1933), maire de 1879 à 1893, conseiller général de l'Allier (carré 2) ;
- Ferdinand Debrest (1838-1914), maire de 1893 à 1900 (carré 7) ;
- Louis Lasteyras (1851-1931), maire de 1900 à 1912 puis de 1925 à 1929, homme de lettres (carré 14) ;
- Pierre-Victor Léger (1882-1950), maire de 1929 à 1944 puis de 1949 à 1950, pharmacien (carré 8) ;
- Pierre Coulon (1913-1967), maire de 1950 à 1967, député de l'Allier de 1951 à 1962 et président du conseil général de l'Allier de 1961 à 1967 (carré 4) ;
- Jacques Lacarin (1912-2009), maire de 1967 à 1989, médecin et député de l'Allier de 1986 à 1988 (carré 8).

## Monuments remarquables

### Tombe Jurietti

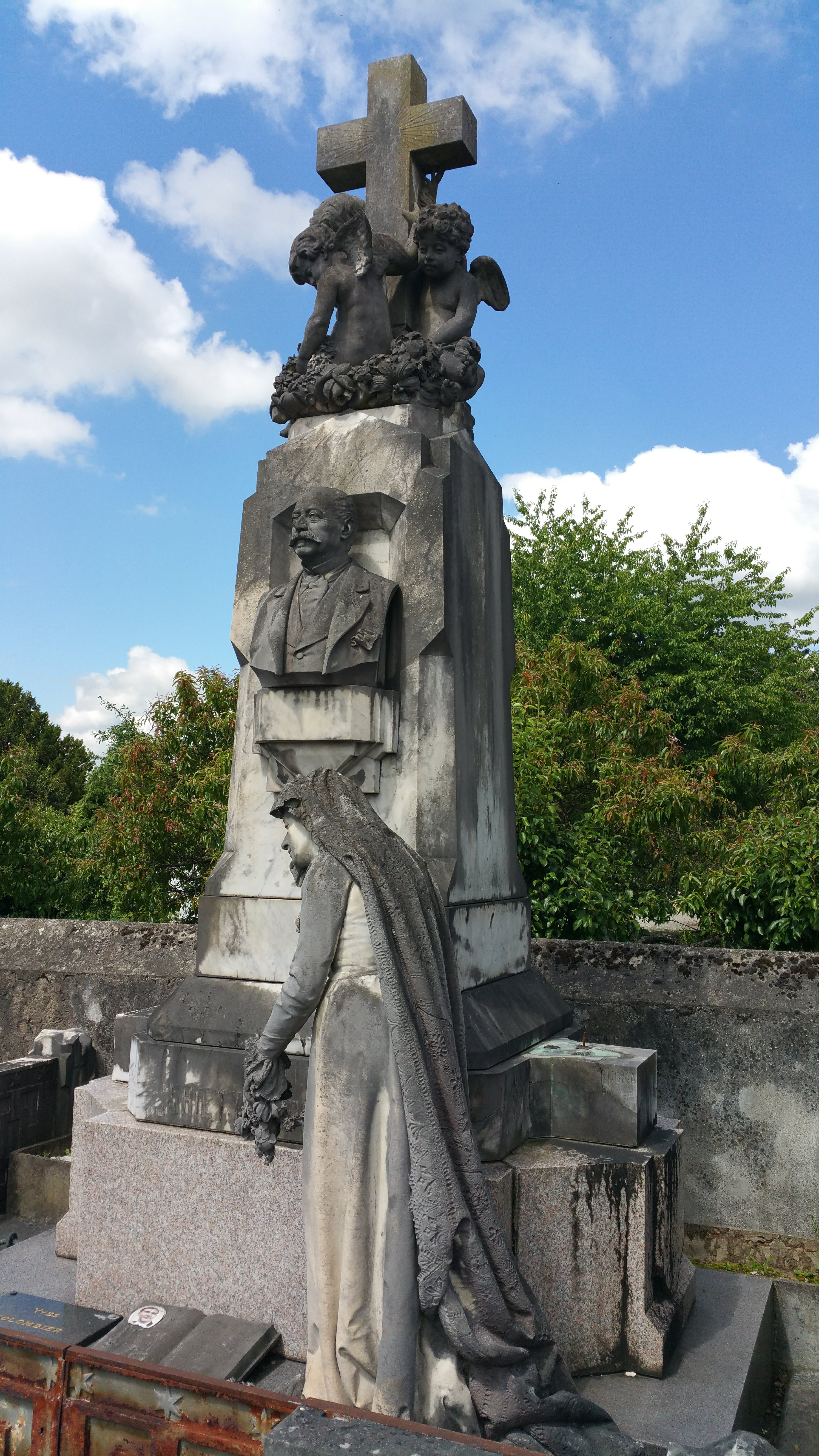
Monument funéraire sur la tombe de la famille Jurietti

Le monument funéraire (mur Ouest), ceint dans une enclos, est composé d'une croix ornée de trois angelots ou chérubins devant lequel est sculpté le buste de Jacques Jurietti ; une statue de pleureuse à la sculpture très fine se dresse sur la droite (sans que l'on sache si elle représente Mme Jurietti). Jacques Jurietti (1832-1919) était un entrepreneur de jeux lyonnais, créateur du Cercle international de Vichy, principal cercle de jeux de la ville et de renommée nationale. Beau-père d'Hubert Colombier, un avocat, banquier et ancien maire de Cusset, il avait acheté un des lots sur le grand terrain acquis par son gendre (aujourd'hui la rue Hubert-Colombier) pour y faire construire une villa qui porte son nom, la villa Jurietti et qui est inscrite aux Monuments historiques.

### Tombe Perrin

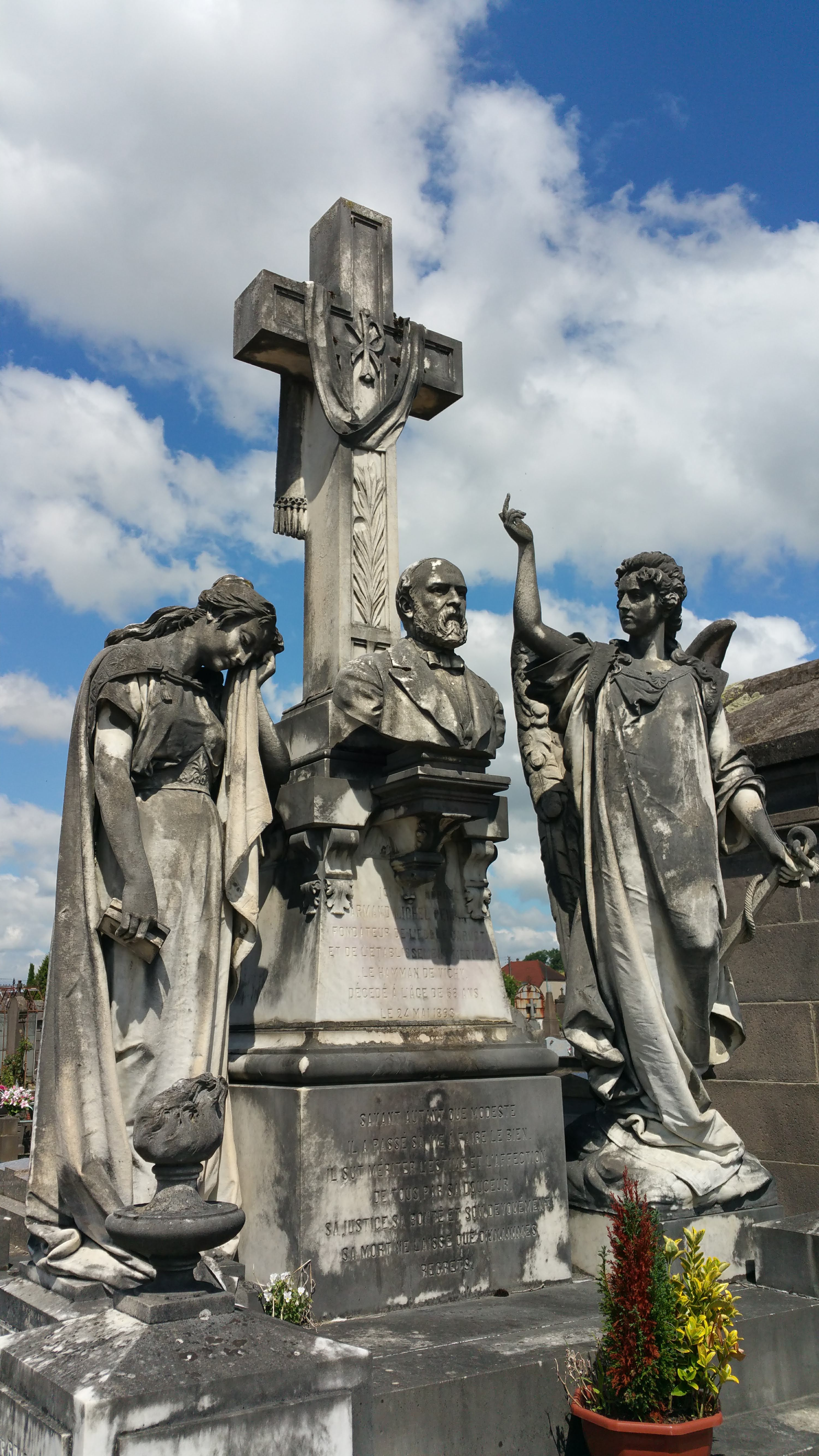
Monument funéraire de la famille Perrin

Le monument funéraire (mur Ouest) qui surplombe le caveau est composé d'une croix avec devant le buste d'Armand Michel Perrin, entouré de deux statues, une pleureuse à gauche et un ange à droite. Armand Perrin (1835-1893), né dans la Creuse, avait fondé à Vichy l'école laïque professionnelle, devenue ensuite l'école Carnot et qu'il dirigea une quinzaine d'années. Il avait ensuite créé le hammam vaporifère, situé rue Burnol à Vichy. Il était aussi conseiller municipal. Il est inhumé le 26 mai 1893.

### Statue duDevoir

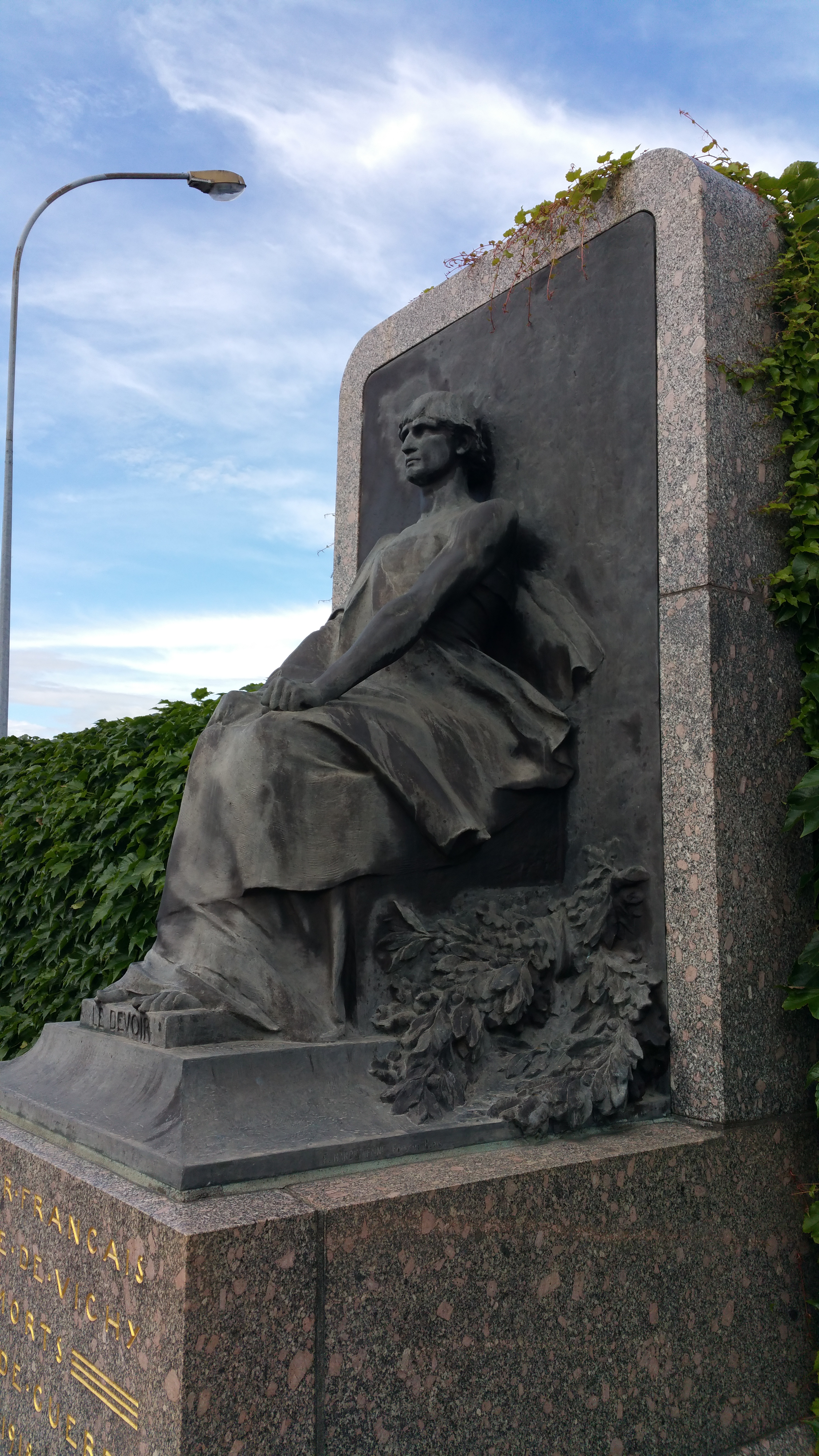
Le Devoir, dans le carré militaire du cimetière.

Le Devoir est une statue de bronze qui orne le monument du Souvenir français, adossée au mur Est du cimetière, entre les deux carrés militaires. Réalisée par le fondeur parisien Barbedienne sur un plâtre du sculpteur René de Saint-Marceaux (1845-1915), elle fut inaugurée en novembre 1928 pour le 10e anniversaire de l'Armistice.
Une statue identique en pierre avait initialement été sculptée en 1895 par Saint-Marceaux pour orner la tombe de Pierre Tirard (1827-1893), député républicain de la Seine et ancien président du Conseil, au cimetière du Père-Lachaise à Paris. Le sculpteur avait aussi offert une sculpture en pierre similaire au lycée de Reims, où il avait été élève (évacuée lors de la Première Guerre mondiale, cette statue est probablement celle qui se trouve aujourd'hui dans les réserves du musée des beaux-arts et d'archéologie de Châlons-en-Champagne). La veuve de René de Saint-Marceaux, Marguerite de Saint-Marceaux avait offert un plâtre de la statue lors de l'inauguration de l'hôtel de ville de Vichy en 1928 (elle était apparentée à la famille Callou par sa mère et son fils, Georges Baugnies de Saint-Marceaux, issu de son premier mariage avec Eugène Baugnies et adopté par son second mari, était alors président de la Compagnie fermière de Vichy). On peut encore voir cette statue de plâtre aujourd'hui en bas du grand escalier de la mairie. Mme de Saint-Marceaux avait cette même année autorisé sa reproduction en bronze pour le monument du Souvenir français du cimetière de Vichy.

### Chapelle funéraire Poilpré

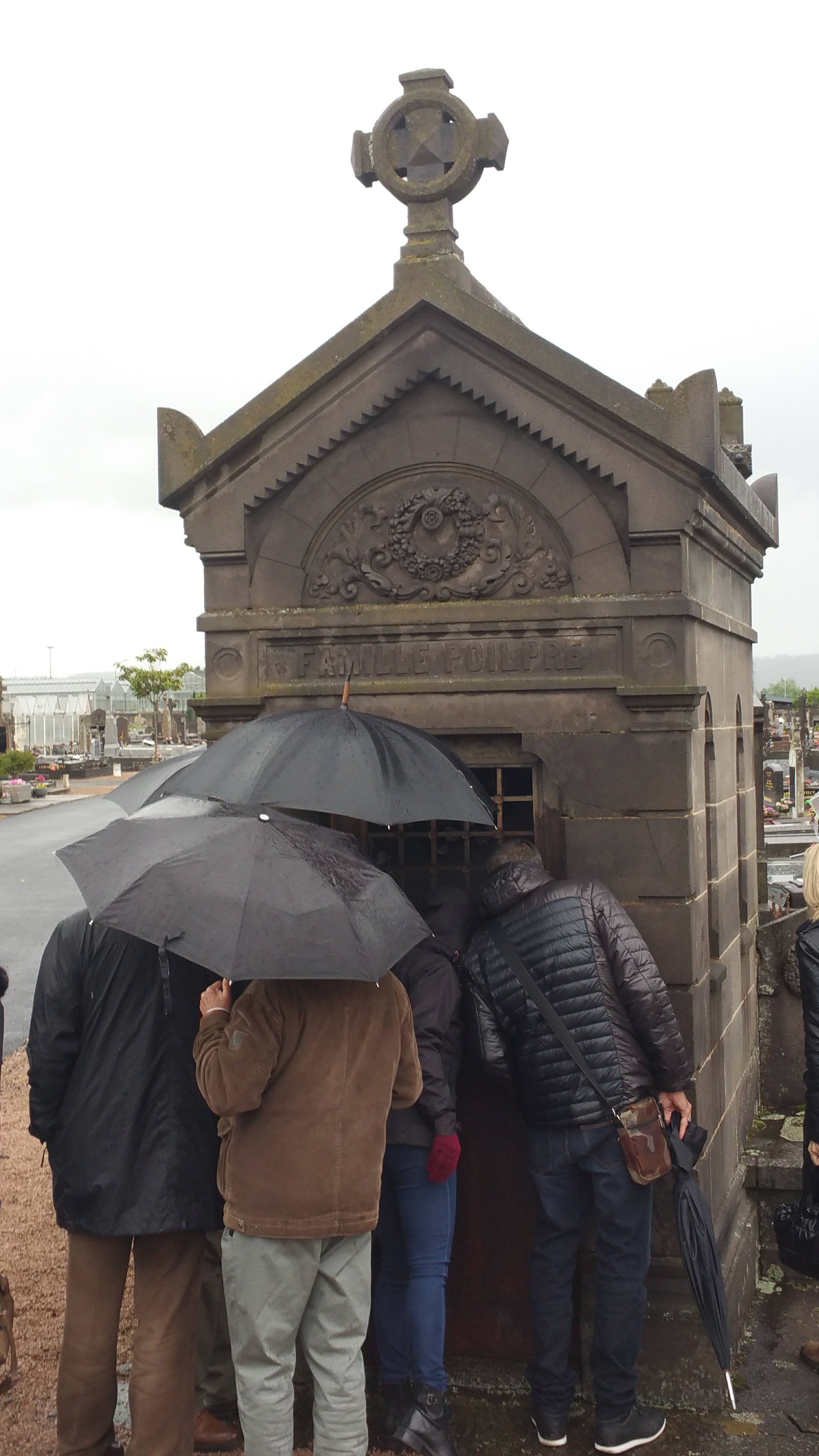
Chapelle funéraire Poilpré lors du Printemps des cimetières, en mai 2018.

Cette chapelle funéraire d'aspect extérieur assez ordinaire, présente la particularité de disposer à l'intérieur d'un étroit escalier menant au caveau où repose le cercueil de Mme Poilpré et dont le visage embaumé est visible au travers d'une vitre. Cette particularité rendait la chapelle très fréquentée par les visiteurs du cimetière jusqu'à ce que pour éviter les vols et les dégradations, la serrure de la porte de la chapelle ait été volontairement bloquée par les responsables du cimetière il y a quelques années, rendant l'accès impossible (carré 6).
Beaucoup de rumeurs avaient circulé à Vichy sur Mme Poilpré : elle aurait été la maîtresse de Ferdinand de Lesseps — son mari travaillait avec lui à Suez sur le creusement du canal — ou elle était une ancienne danseuse étoile. Mais selon Nicole Périchon, historienne locale qui a fait des recherches poussées sur Mme Poilpré, rien ne viendrait les étayer et elle ne seraient que des légendes urbaines.

### Tombe du sergent Specht

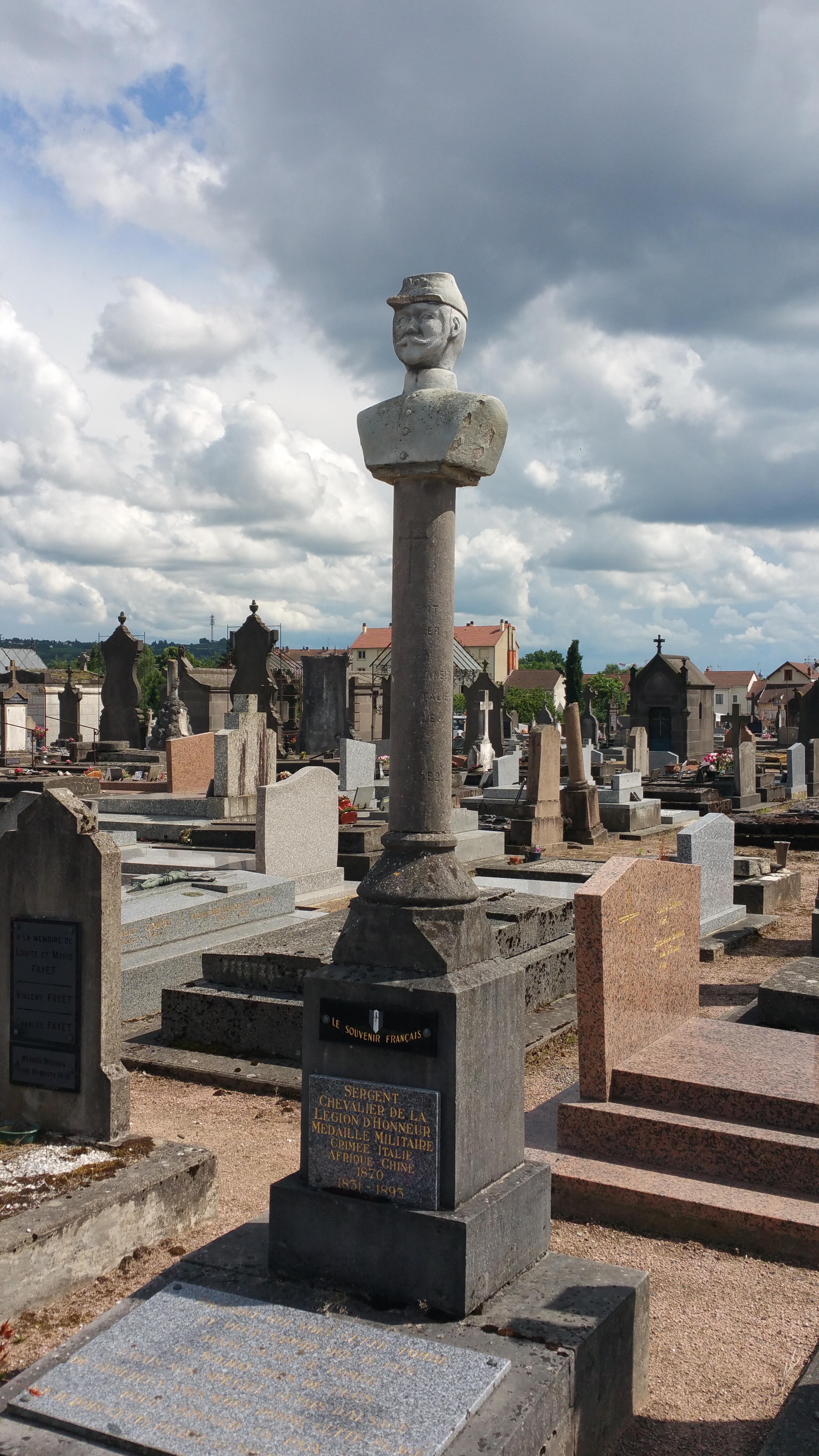
Tombe du sergent Specht

Cette tombe située dans le carré 4 est ornée d'un buste de militaire moustachu de facture assez naive au sommet d'un étroit fût en pierre gravé. Le sergent Specht (1831-1893) est un ancien combattant alsacien, décoré de la médaille militaire et qui combattit durant les guerres de Crimée, d'Italie, d'Afrique et de 1870. L'épitaphe indique :

« Passant qui voit cette tombe
Et veux savoir qui je fus
Avant qu’ici je tombe
Un soldat, rien de plus
J’avais nom Specht, j’étais d’Alsace
De généreux amis m’ont donné cette place
Pour reposer en paix
Et je dois cette pierre au Souvenir français. »